# AGER Lebensversicherung
Die AGER Lebensversicherung AG ist ein zum Axa-Konzern gehörendes Lebensversicherungsunternehmen mit Sitz in Köln. Die Gesellschaft befindet sich im Run-Off, d. h. das bestehende Portfolio an Versicherungsverträgen wird ohne eigenes Neugeschäft im Rahmen der Vertragslaufzeiten abgewickelt.

## Geschichte und Hintergrund
Nach vorangegangenen strategischen Überlegungen insbesondere aufgrund des lange Zeit im Euroraum vorherrschenden Niedrigzinsumfelds entschloss sich die Axa Deutschland zur Veräußerung des bis dato innerhalb der Axa Lebensversicherung geführten Teilbestandes an bestehenden Versicherungsverträgen der ehemaligen DBV Winterthur Lebensversicherung. Im Sommer 2022 wurde vorbehaltlich der entsprechenden Genehmigung der Bundesanstalt für Finanzdienstleistungsaufsicht als zuständiger Aufsichtsbehörde die entsprechende Übernahme durch die Athora Deutschland bekanntgegeben. Hierzu wurde die im März 2022 als AXA Customer Solutions AG für Dienstleistungen wie z. B. die Vermittlung neuer Versicherungsverträge sowie weitergehende Beratung über Versicherungsangebote von Unternehmen des deutschen AXA-Konzerns gegründete Gesellschaft im Juni 2023 in AGER Lebensversicherung umfirmiert und mittels im 8. November des Jahres erfolgter Eintragung ins Handelsregister der Gegenstand der Geschäftstätigkeit nach parallel erfolgter BaFin-Genehmigung erweitert.
Im Frühjahr 2024 widerrief die Axa jedoch das ursprüngliche Vorhaben und der Verkauf an die Athora wurde nicht vollzogen. Angesichts des sich erholten ökonomischen Umfelds erfolgt nun ein sog. interner Run-Off innerhalb des deutschen Axa-Konzerns, bei dem die bestehenden Vertragsverhältnisse bis zu deren Ablauf verwaltet werden sollen. Neugeschäft ist dabei auf bereits vor Abspaltung bestehende Konsortialversicherungsvereinbarungen beschränkt, an die aufgrund der fortlaufenden Vertragsverhältnisse die Gesellschaft weiterhin gebunden ist.